# Eyprepocnemis
Eyprepocnemis är ett släkte av insekter. Eyprepocnemis ingår i familjen gräshoppor.

## Bildgalleri

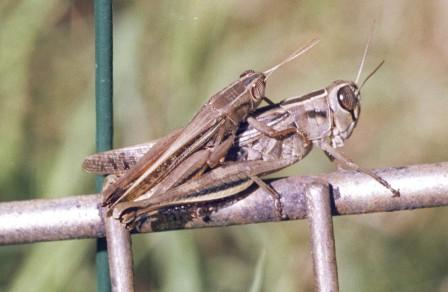
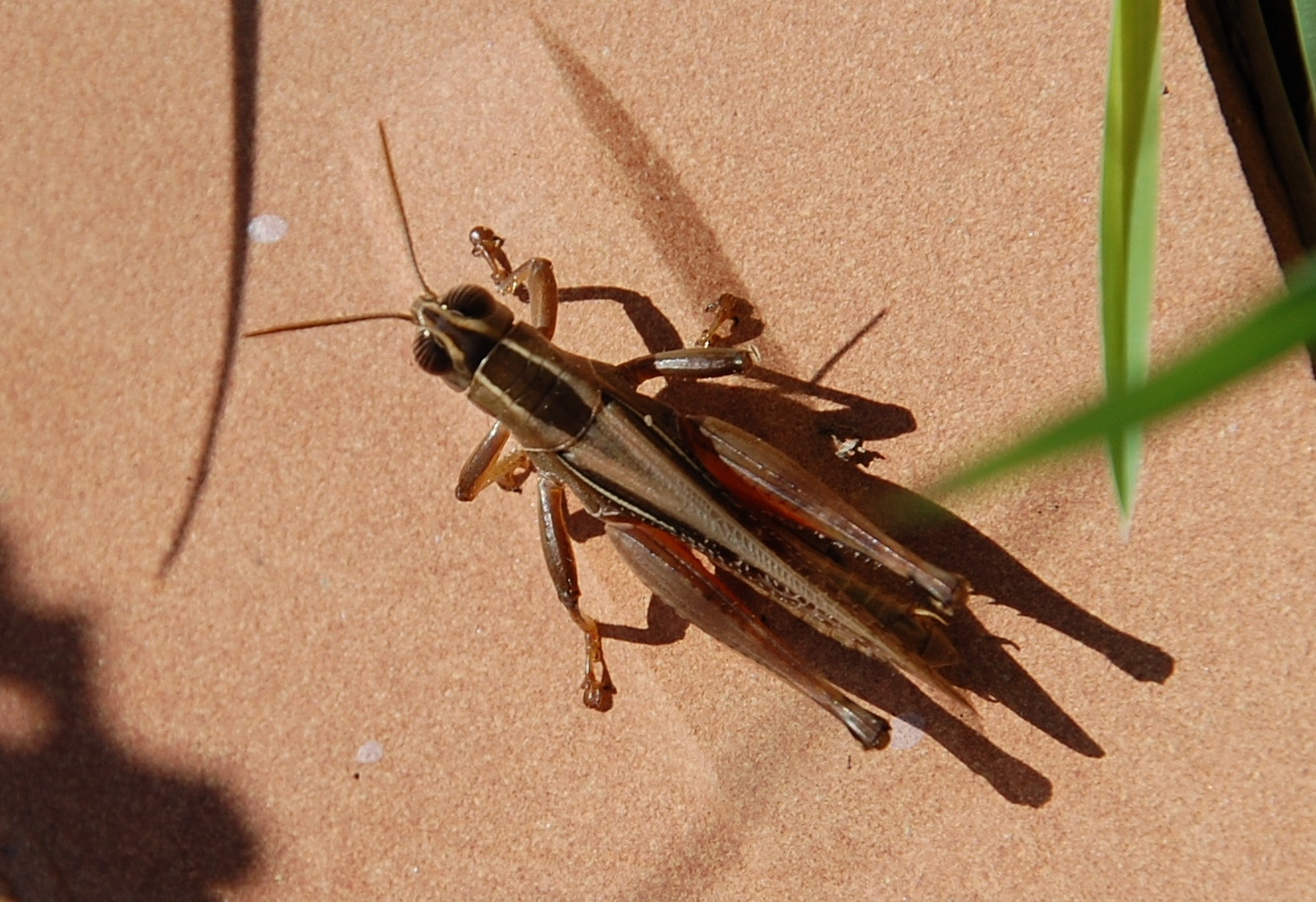
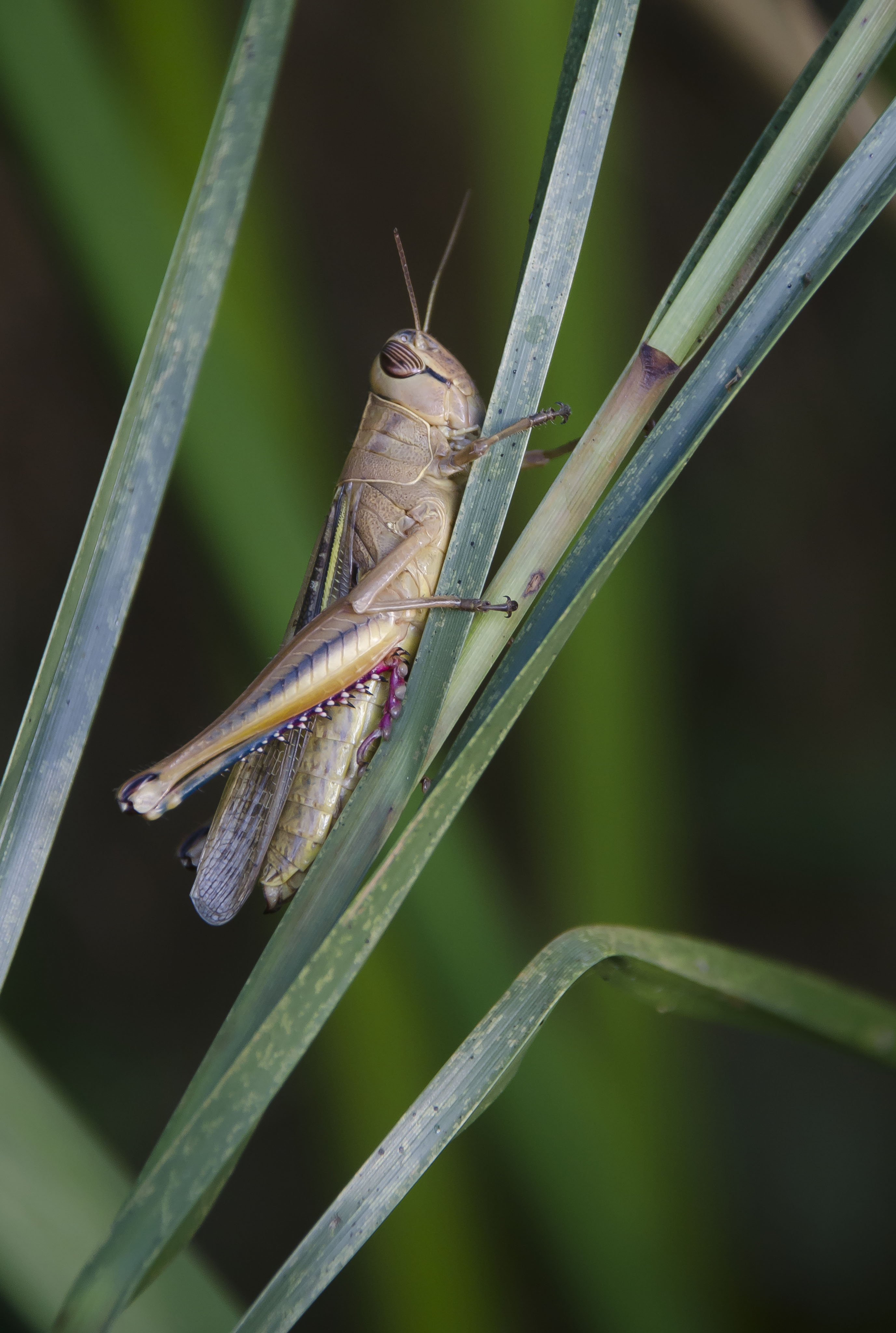
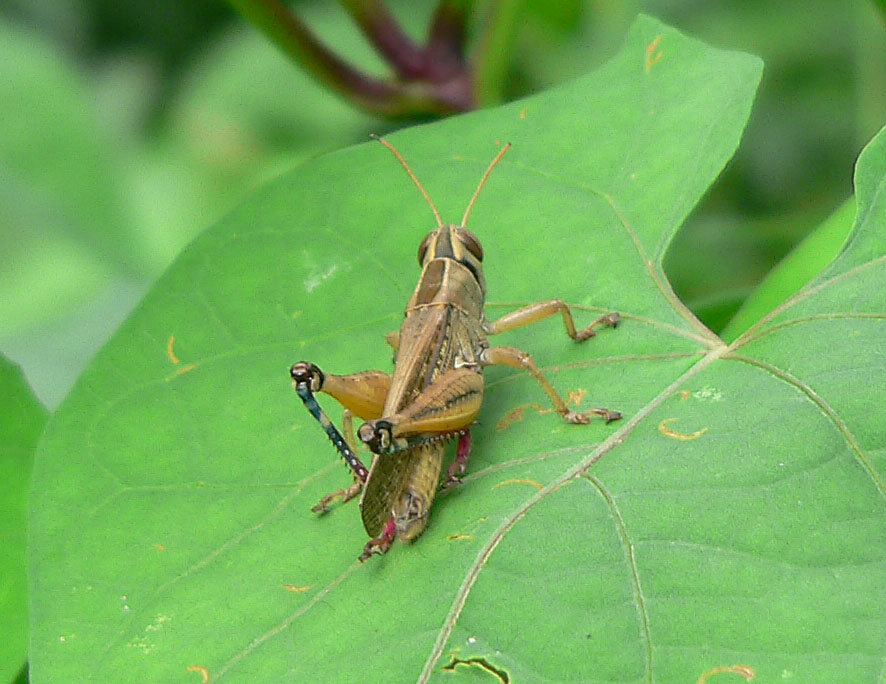
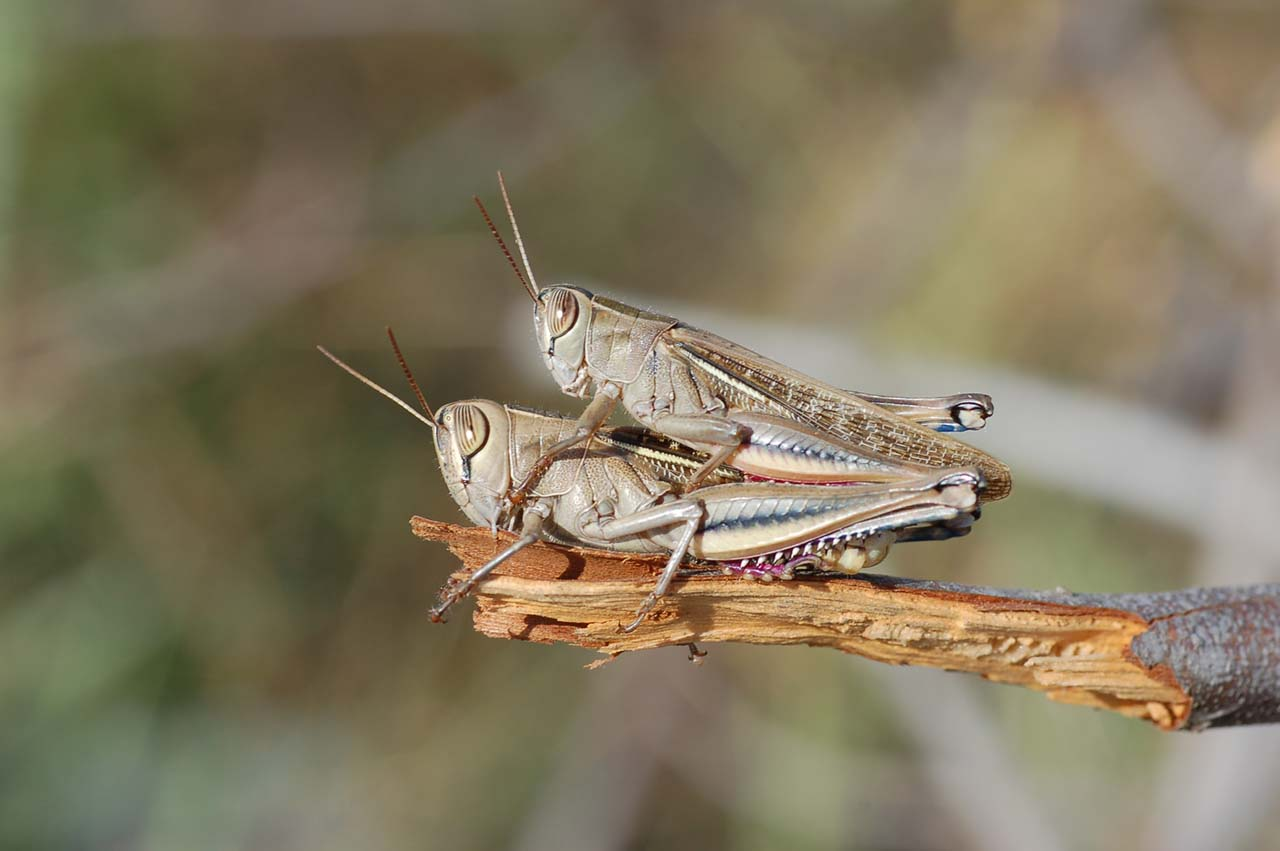
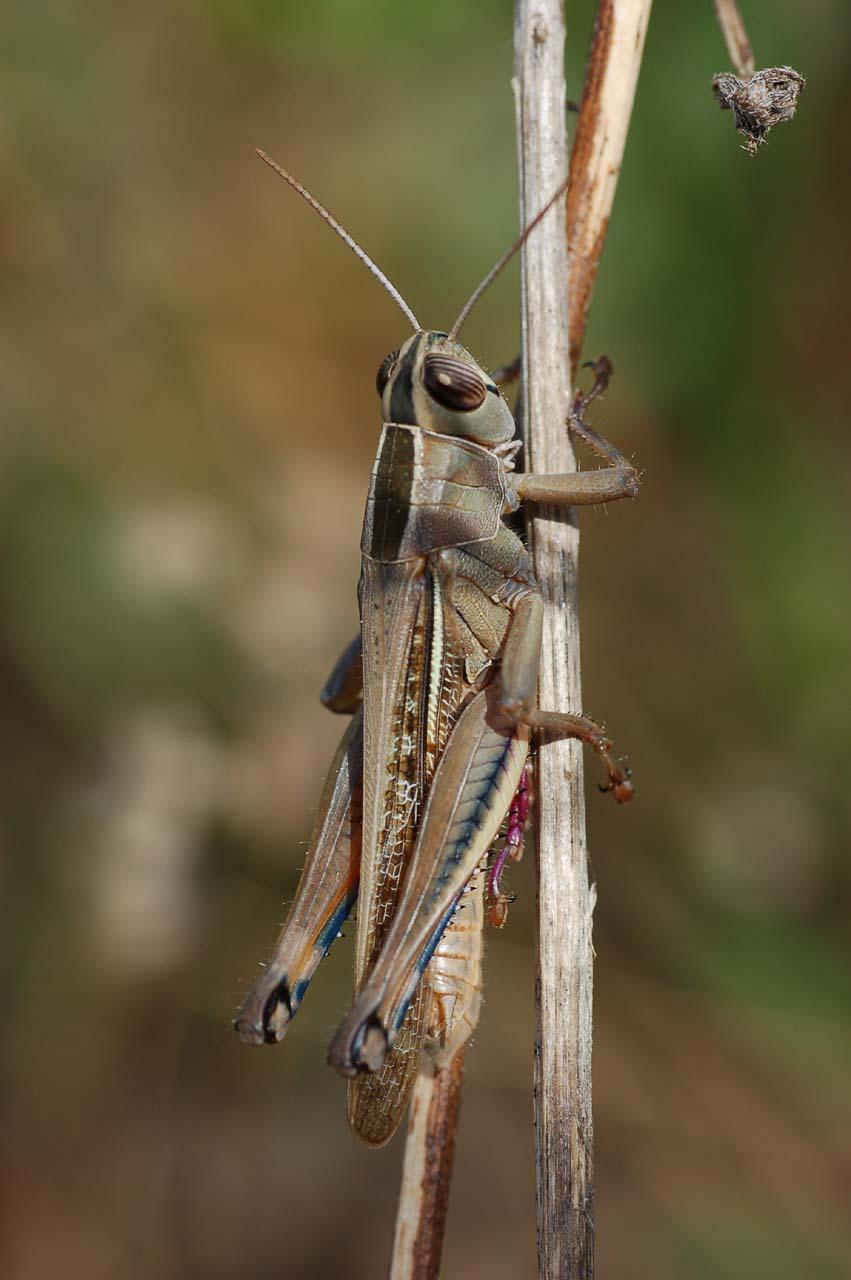

## Dottertaxa tillEyprepocnemis, i alfabetisk ordning[1]
- Eyprepocnemis aberrans
- Eyprepocnemis abyssinica
- Eyprepocnemis alacris
- Eyprepocnemis bhadurii
- Eyprepocnemis brachyptera
- Eyprepocnemis burmana
- Eyprepocnemis burtti
- Eyprepocnemis calceata
- Eyprepocnemis chloropus
- Eyprepocnemis cinerea
- Eyprepocnemis cyanescens
- Eyprepocnemis deserticolus
- Eyprepocnemis djeboboensis
- Eyprepocnemis dorsalensis
- Eyprepocnemis hokutensis
- Eyprepocnemis javana
- Eyprepocnemis kalkudensis
- Eyprepocnemis keniensis
- Eyprepocnemis montana
- Eyprepocnemis montigena
- Eyprepocnemis noxia
- Eyprepocnemis perbrevipennis
- Eyprepocnemis phronusa
- Eyprepocnemis plorans
- Eyprepocnemis pulchra
- Eyprepocnemis reducta
- Eyprepocnemis rentzi
- Eyprepocnemis roseus
- Eyprepocnemis schultzei
- Eyprepocnemis schulzei
- Eyprepocnemis smaragdipes
- Eyprepocnemis unicolor
- Eyprepocnemis vulcanigena
- Eyprepocnemis yunkweiensis
- Eyprepocnemis yunnanensis